# パキスタン放送協会
パキスタン放送公社（ -ほうそうこうしゃ、英語：Pakistan Broadcasting Corporation、略称：PBC）は、パキスタンの国営ラジオ局である。

## 歴史
パキスタン放送公社は、 1947年8月14日パキスタン独立の際に設立された。 これは後に全インド放送となり、インドの放送会社の直接の子会社だった 。パキスタンではダッカ、ラホール、ペシャーワルで3つのラジオ局を保有する 。

## サービス
- ホームサービス（国内ネットワーク）
- ワールドサービス
- 外部サービス
- PBCニュース（ニュース＆時事チャンネル）
- Sautulクルアーン（宗教放送）
- FM-101（主要な町や都市での放送）
- 国立サウンドアーカイブ

## PBCニュース
PBCニュースサービスは、 31の言語で、スポーツ、レポート、ビジネスや天気予報、国や地域のニュース、世界のニュースを放送する。

## ラジオパキスタン
ラジオパキスタンはパキスタンの公式国際放送局である。
ラジオパキスタンは1949年海外向けのサービスを開始。
国際放送として、国内外の政策問題に関するパキスタンの視点プロジェクトに設計されている。 
これらのサービスのもう一つの特別な目的のための友好、親善、相互理解の平和と安寧の環境作りに役立つの気持ちを生成するように芸術、文化、歴史、価値観や外国人のリスナーの間では、人々の生活様式についての知識を広めていると、地域に存在することができます。 
放送している言語
- 英語
- 中国語
- ダリ語
- パシュトゥー語
- Hazaragi
- ペルシア語
- ヒンディー語
- グジャラート語
- タミル語
- シンハラ語
- ネパール語
- テュルク語
- ロシア語
- トルコ語
- アラビア語
- ベンガル語

周波数
時刻はすべてUTC。
- Middle East
  - 05:00 - 07:00：15100kHz、17835kHz
  - 13:30 - 15:30：11565kHz、9385kHz/32
- West Europe & England
  - 08:30 - 11:00：17835kHz、15100kHz
  - 17:00 - 19:00：9390kHz、7530kHz